# James Watson (politiker)
James Watson, född 6 april 1750 i Woodbury, Connecticut, död 15 maj 1806 i New York, var en amerikansk politiker (federalist).
Han utexaminerades 1776 från Yale College och deltog i nordamerikanska frihetskriget. Därefter studerade han juridik och inledde sin karriär som advokat i Connecticut.
Han flyttade 1786 till New York och var verksam i stadens affärsliv. Han var ledamot av USA:s senat från New York 1798-1800. Han var 1801 förlorande kandidat till viceguvernör i New York.